# Boggilahalli, Bangarapet
Boggilahalli là một làng thuộc tehsil Bangarapet, huyện Kolar, bang Karnataka, Ấn Độ.